# 羽村しき
羽村 しき（はねむら しき、12月11日 - ）は日本の女性声優。主にアダルトゲームに声をあてている。

## 出演作品
太字は主役・メインキャラクター

### ゲーム
2013年
- ねえちゃん、もう出ちゃうよ! 〜淫姉は俺の愛玩具〜（紺乃 英里）

2014年
- あねよめカルテット（丘田 陸）
- OPPAINVADER 〜学園まるごと脱衣解除!（サスケ、麟堂 さくら）
- 俺は悪の戦闘員 〜女首領の手先になって正義のヒロインをヤる!（『尻将軍(ジェネラル)』ミストレス）
- 催眠クラス 〜女子全員、知らないうちに妊娠してました〜（氷室 舞、猫田 都）
- 種神さま 〜Sower&Droplet
- ちぇ〜んじ! 〜あの娘になってクンクンペロペロ〜
- 風雲! オークキャッスル 〜恥辱の発情戦乙女達（ルーン）

2015年
- あねよめコンチェルト（丘田 陸）
- 時間停止学園! キモデブのオレが時間を止めて学園の女達をヤリたい放題!（アニタ・ハンニカイネン、東垣 美咲、霜岡 千尋）
- 空色イノセント（桐見 ひかり[1]）
- ねえちゃん、ごめん出しちゃった! 〜おねえちゃんは僕専用〜（霧島 凛音）

2016年
- オモカゲ 〜えっちなハプニング!? なんでもどんとこい!〜（詩歌 栞[2]）
- 快楽傀儡 〜風美涼香〜（風見涼香）
- 快楽傀儡 〜桃川雛子〜（風見涼香）
- グリモ☆ラヴ 〜放課後のウィッチ〜
- 働くオトナの恋愛事情（清澄 奈緒美）

### 絵本朗読
- kikel.jp
  - 「ねずみのおんがえし」
  - 「しあわせな王子」
  - 「はなよめになったねこ」

### ソーシャルゲーム
- エロがく〜エロと科学と学園モノ〜
- イクシーズ